# Hortus Cliffortianus
L'Hortus Cliffortianus è un'opera botanica pubblicata da Carlo Linneo nel 1737.
L'opera fu una collaborazione tra Linneo e l'illustratore Georg Dionysius Ehret, finanziata da George Clifford nel 1735-1736. Clifford, un ricco banchiere di Amsterdam, era un appassionato botanico, possedeva un grande erbario ed era governatore della Compagnia olandese delle Indie orientali. Aveva quindi il capitale necessario per attirare i talenti nel campo della botanica come Linneo e artisti come Ehret e Jan Wandelaar. Nella tenuta estiva di Clifford, Hartecamp, che si trovava a sud di Haarlem a Heemstede, vicino a Bennebroek, tutti insieme scrissero la prima classificazione accademica di un giardino inglese.